# Joshua Harding
Joshua „Josh“ Harding (* 27. August 1985 in Adelaide) ist ein australischer Eishockeyspieler, der seit 2008 bei Adelaide Adrenaline in der Australian Ice Hockey League unter Vertrag steht. Seit 2014 spielt er zudem auch für die unterklassigen Adelaide Blackhawks.

## Karriere
Josh Harding begann seine Karriere als Eishockeyspieler in seiner Heimatstadt bei den Adelaide Avalanche, für die er von 2004 bis 2008 in der Australian Ice Hockey League aktiv war. Von 2005 bis 2007 stand der Verteidiger je ein Jahr lang in Europa bei den Heerenveen Flyers aus der niederländischen Eredivisie sowie bei FPS Forssa in der Suomi-sarja, der dritten finnischen Spielklasse, auf dem Eis und spielte anschließend im Sommer in der AHIL. Nach der Auflösung der Adelaide Avalanche vor der Saison 2008 wechselte der Verteidiger zu deren Nachfolgeteam Adelaide Adrenaline, für die er seither spielt und mit denen er 2009 den Goodall Cup, den australischen Meistertitel, gewinnen konnte. Seit 2014 spielt er zudem auch für die unterklassigen Adelaide Blackhawks.

### International
Für Australien nahm Harding im Juniorenbereich an der U18-Junioren-Weltmeisterschaft der Division III 2003 sowie der U20-Junioren-Weltmeisterschaft der Division III 2004 und der U20-Junioren-Weltmeisterschaft der Division II 2005 teil. Im Seniorenbereich stand er im Aufgebot seines Landes bei den Weltmeisterschaften der Division II 2006, 2007, 2008, 2014 und 2015 sowie der Division I 2009 und 2012. 2018 wurde er für das AIHL-All-Star-Game nominiert.

## Erfolge und Auszeichnungen
- 2003 Aufstieg in die Division II bei der U18-Junioren-Weltmeisterschaft der Division III, Gruppe A
- 2004 Aufstieg in die Division II bei der U20-Junioren-Weltmeisterschaft der Division III
- 2008 Aufstieg in die Division I bei der Weltmeisterschaft der Division II, Gruppe B
- 2009 Goodall-Cup-Gewinn mit den Adelaide Adrenaline